# Yannick Bertrand
Yannick Bertrand (* 18. August 1980 in Thonon-les-Bains) ist ein ehemaliger französischer Skirennläufer. Er war auf die schnellen Disziplinen Abfahrt und Super-G spezialisiert.

## Biografie
Bertrand fuhr seine ersten FIS-Rennen im Dezember 1995, Einsätze im Europacup folgten ab Dezember 1999. Am 30. Januar 2003 feierte er in der Abfahrt von Zauchensee seinen ersten Sieg, davor war sein bestes Resultat ein zwölfter Platz gewesen. Am folgenden Tag kam er in der zweiten Abfahrt von Zauchensee mit Rang drei ebenfalls auf das Podest. Es folgten noch zwei weitere Podestplätze und am Ende der Saison 2002/03 belegte er hinter dem Österreicher Norbert Holzknecht den zweiten Platz in der Abfahrtswertung.
Den ersten Start im Weltcup hatte Bertrand am 8. Dezember 2001. In seinem zweiten Rennen, der Abfahrt von Kvitfjell am 2. März 2002 belegte er Rang 28 und gewann erstmals Weltcuppunkte. In den nächsten zwei Jahren konnte er sich meist nicht oder nur knapp in den Punkterängen platzieren, erst im Januar 2004 fuhr er erstmals unter die besten 20. Am Ende der Saison konnte er sich in der Abfahrt von Kvitfjell mit Platz 14 noch weiter steigern. In der folgenden Saison kam er viermal unter die schnellsten zwanzig, bestes Resultat war ein 12. Rang in der Abfahrt von Chamonix. Die Saison 2005/06 begann mit seiner ersten Top-10-Platzierung, einem neunten Platz in der Abfahrt von Lake Louise. Beim Saisonfinale in Åre konnte er dieses Ergebnis wiederholen. Bei den Weltmeisterschaften 2005 in Bormio belegte er Platz 29 in der Abfahrt und bei den Olympischen Winterspielen 2006 jeweils Rang 24 in Abfahrt und Super-G.
Am 20. Januar 2007 gelang Bertrand in der Abfahrt von Val-d’Isère mit Platz vier sein bestes Ergebnis im Skiweltcup. Drei Wochen später erzielte er bei den Weltmeisterschaften 2007 in Åre den 18. Platz in der Abfahrt. In der Saison 2007/08 war sein bestes Ergebnis Rang elf in der zweiten Abfahrt von Kvitfjell, 2008/09 konnte er aber nicht mehr an frühere Leistungen anschließen. Er fuhr nur einmal in die Weltcuppunkteränge und musste wieder vermehrt im Europacup starten. Öfters punktete er wieder mit Plätzen zwischen Rang 20 und Rang 30 in der Saison 2009/10. Deutlich steigern konnte sich Bertrand in der Saison 2010/11, in der er mit Platz sechs in der Abfahrt von Chamonix und Rang neun in der Abfahrt von Lenzerheide die ersten Top-10-Ergebnisse seit vier Jahren erreichte.
Bei den Weltmeisterschaften 2011 in Garmisch-Partenkirchen fuhr er auf Platz 29 in der Abfahrt. In der Weltcupsaison 2011/12 erreichte Bertrand als jeweils Sechster der Abfahrten von Beaver Creek und Schladming sowie Neunter der Abfahrt von Chamonix weitere Top-10-Ergebnisse. Am 12. April 2012 erlitt er beim Training in Zinal einen Kreuzbandriss im linken Knie. Nach anhaltender Erfolglosigkeit beendete er im Januar 2014 seine Karriere.

## Erfolge

### Olympische Winterspiele
- Turin 2006: 24. Abfahrt, 24. Super-G

### Weltmeisterschaften
- Bormio 2005: 29. Abfahrt
- Åre 2007: 18. Abfahrt
- Garmisch-Partenkirchen 2011: 29. Abfahrt

### Weltcup
- 9 Platzierungen unter den besten zehn in Einzelrennen
- 2 Podestplätze bei Mannschaftswettbewerben

### Weltcupwertungen
| 2001/02 | 147.                                  | 3                                     | 57.                                   | 3                                     | –                                     | –                                     |                                       |                                       |                                       |                                       |                                       |                                       |                                       |                                       |
| 2002/03 | keine Platzierung in den Punkterängen | keine Platzierung in den Punkterängen | keine Platzierung in den Punkterängen | keine Platzierung in den Punkterängen | keine Platzierung in den Punkterängen | keine Platzierung in den Punkterängen | keine Platzierung in den Punkterängen | keine Platzierung in den Punkterängen | keine Platzierung in den Punkterängen | keine Platzierung in den Punkterängen | keine Platzierung in den Punkterängen | keine Platzierung in den Punkterängen | keine Platzierung in den Punkterängen | keine Platzierung in den Punkterängen |
| 2003/04 | 79.                                   | 69                                    | 32.                                   | 64                                    | 43.                                   | 5                                     |                                       |                                       |                                       |                                       |                                       |                                       |                                       |                                       |
| 2004/05 | 70.                                   | 81                                    | 33.                                   | 76                                    | 48.                                   | 5                                     |                                       |                                       |                                       |                                       |                                       |                                       |                                       |                                       |
| 2005/06 | 55.                                   | 127                                   | 17.                                   | 127                                   | -                                     | -                                     |                                       |                                       |                                       |                                       |                                       |                                       |                                       |                                       |
| 2006/07 | 57.                                   | 121                                   | 25.                                   | 121                                   | -                                     | -                                     |                                       |                                       |                                       |                                       |                                       |                                       |                                       |                                       |
| 2007/08 | 76.                                   | 85                                    | 24.                                   | 85                                    | –                                     | –                                     |                                       |                                       |                                       |                                       |                                       |                                       |                                       |                                       |
| 2008/09 | 134.                                  | 9                                     | 47.                                   | 9                                     | -                                     | -                                     |                                       |                                       |                                       |                                       |                                       |                                       |                                       |                                       |
| 2009/10 | 99.                                   | 40                                    | 41.                                   | 25                                    | 41.                                   | 15                                    |                                       |                                       |                                       |                                       |                                       |                                       |                                       |                                       |
| 2010/11 | 44.                                   | 190                                   | 20.                                   | 139                                   | 26.                                   | 51                                    |                                       |                                       |                                       |                                       |                                       |                                       |                                       |                                       |
| 2011/12 | 37.                                   | 241                                   | 18.                                   | 185                                   | 30.                                   | 56                                    |                                       |                                       |                                       |                                       |                                       |                                       |                                       |                                       |
| 2012/13 | 117.                                  | 15                                    | 53.                                   | 4                                     | 41.                                   | 11                                    |                                       |                                       |                                       |                                       |                                       |                                       |                                       |                                       |

### Europacup
- Saison 2002/03: 2. Abfahrtswertung
- Saison 2009/10: 7. Abfahrtswertung
- 6 Podestplätze, davon 1 Sieg:

| Datum           | Ort        | Land       | Disziplin |
| --------------- | ---------- | ---------- | --------- |
| 30. Januar 2003 | Zauchensee | Österreich | Abfahrt   |

### Juniorenweltmeisterschaft
- Québec 2000: 15. Riesenslalom, 17. Super-G, 21. Abfahrt

### Weitere Erfolge
- Vierfacher Französischer Meister in der Abfahrt (2005, 2008, 2009 und 2010)
- 11 Siege in FIS-Rennen